# Sibynophis melanocephalus
Espèce
Synonymes
- Lycodon melanocephalus Gray in Gray & Hardwicke, 1835
- Enicognathus javanicus Bleeker, 1859
- Ablabes flaviceps Günther, 1866

Statut de conservation UICN

 LC  : Préoccupation mineure
Sibynophis melanocephalus  est une espèce de serpents de la famille des Colubridae.

## Répartition
Cette espèce se rencontre :
- en Indonésie sur les îles de Bangka, de Belitung, de Nias, de Sumatra et de Java ainsi que sur les îles Mentawai et les îles Riau ;
- dans le sud de la Thaïlande ;
- au Viêt Nam ;
- en Malaisie péninsulaire et en Malaisie orientale ainsi que sur l'île de Tioman ;
- à Singapour.

Sa présence est incertaine au Kalimantan.

## Description
Taylor indique que le plus grand des deux spécimens qu'il a étudié mesure 346 mm mais présente une queue incomplète mesurant 58 mm. L'extrémité de sa tête est noirâtre.

## Liste des sous-espèces
Selon The Reptile Database (4 septembre 2013) :
- Sibynophis melanocephalus melanocephalus (Gray, 1835)
- Sibynophis melanocephalus insularis Mertens, 1927

## Étymologie
Son nom d'espèce, du grec ancien μέλας, mélas, « noir », et κεφαλή, képhalế, « tête », lui a été donné en référence à sa livrée.

## Publications originales
- Gray, 1835 : Illustrations of Indian Zoology, chiefly selected from the collection of Major-General Hardwicke. vol. 2, p. 1-263 (texte intégral).
- Mertens, 1927 : Neue Amphibien und Reptilien aus dem Indo-Australischen Archipel, gesammelt während der Sunda-Expedition Rensch. Senckenbergiana Biologica, vol. 9, p. 234-242.